# Calle Exposición
La Calle Exposición es una arteria vial importante en el sector centro poniente de la metrópoli de Santiago, Chile. Se extiende en dirección norte-sur. Es límite entre las comunas de  Santiago y Estación Central, por lo tanto de los sectores surponiente y centro del Gran Santiago.
Su nombre se debe a que aquí se realizaba la Exposición Agrícola, Ganadera e Internacional, organizada por la Sociedad Nacional de Agricultura.

## Recorrido
En su primera sección, abarca a los barrios Estación Central, Meiggs y San Alfonso, donde principalmente se desarrolla una importante actividad comercial, también se encuentra la Estación Alameda, que es la estación central de ferrocarriles de Santiago.
Continuando hacia el sur luego de pasar la Avenida Blanco Encalada se inicia el segundo tramo principal, correspondiente a los barrios San Vicente y Chuchunco, es un sector con comercio y pequeñas fábricas, también se ubica el patio de maniobras de ferrocarriles.
Siguiendo luego de atravesar la calle Antofagasta, comienza su tercera sección, donde se encuentra la Población San Eugenio.
Finalmente la sección principal de la avenida se conecta con la Avenida Pedro Aguirre Cerda y un área reducida empalma con la Avenida Ramón Subercaseaux.
- Datos: Q16534575
- Multimedia: Calle Exposición / Q16534575